# GFW Women's Championship
El GFW Women's Championship (Campeonato Femenino de GFW, en español) fue un campeonato de lucha libre profesional creado y utilizado por la compañía estadounidense Impact Wrestling. El campeonato se creó el 23 de octubre de 2015, a partir de la creación de la compañía Global Force Wrestling por parte del fundador de la también compañía americana Impact Wrestling (antes conocida como Total Nonstop Action Wrestling) Jeff Jarrett.
La última campeona fue Sienna, quien ostentó el título cuando este fue unificado con el Campeonato de Knockouts de Impact.

## Historia
Debido a la creación de la Global Force Wrestling, se decidió establecer campeonatos para dicha compañía. El 20 de abril de 2017, la GFW cerró sus operaciones pero el campeonato pasó a manos de Impact Wrestling ya que, ambas compañías eran de Jeff Jarrett.
El 8 de junio, Rosemary retuvo el Campeonato de Knockouts de Impact ante Laurel Van Ness. Después de la lucha, tanto Van Ness como Sienna atacaron a Rosemary pero Allie salió para defenderla. Posteriormente, se anunció que Rosemary y Sienna lucharían en Slammiversary donde la ganadora de la lucha, tendría tanto el Campeonato de Knockouts de Impact como el Campeonato Femenino de la GFW. En Slammiversary XV, Sienna derrotó a Rosemary, ganando ambos títulos y unificándolos.

## Lista de campeones
| Luchador            | N.º | Fecha                 | Días | Show o evento    | Notas                                                         |
| ------------------- | --- | --------------------- | ---- | ---------------- | ------------------------------------------------------------- |
| Christina Von Eerie | 1   | 23 de octubre de 2015 | 546  | GFW Amped        | Derrotó a Amber Gallows para definir a la campeona inaugural. |
| Sienna              | 1   | 21 de abril de 2017   | 71   | Impact Wrestling | Durante su reinado, ganó el Campeonato de Knockouts de Impact |
| Unificado           | -   | 2 de julio de 2017    | -    | Slammiversary XV | Con el Campeonato de Knockouts de Impact                      |

## Total de días con el título
| N.º | Campeón             | Reinados | Total de días |
| --- | ------------------- | -------- | ------------- |
| 1   | Christina Von Eerie | 1        | 546           |
| 2   | Sienna              | 1        | 71            |